# CHAGE&ASKA VERY BEST ROLL OVER 20TH
『CHAGE&ASKA VERY BEST ROLL OVER 20TH』（チャゲ・アンド・アスカ・ベリー・ベスト・ロール・オーバー・トゥエンティース）は、CHAGE&ASKA（現：CHAGE and ASKA）のベスト・アルバム。1999年12月16日に発売された。発売元は東芝EMI。
2001年4月18日に再発売されている。

## 背景
デビュー20周年で初のオールタイム・ベストアルバム。1979年のデビュー曲「ひとり咲き」から、当時の最新アルバム『NO DOUBT』まで、シングル曲を中心に2枚組計29曲を収録されている。

## リリース
2000年代に発売されたシングル曲と、本作に収録されなかった1990年代のシングル曲をまとめたベスト・アルバム『CHAGE and ASKA VERY BEST NOTHING BUT C&A』が2009年に発売された。
2014年にASKAが覚醒剤取締法違反で逮捕され、CHAGE and ASKA及びASKA名義のCD・DVD等は販売中止となっていたが、2017年5月18日にCHAGE（現：Chage）のライブツアーの福岡公演から本作が会場のみで販売されることが公式サイト及びメールマガジンで発表された。また、ASKAの逮捕以降にCHAGE and ASKA名義の作品が再発売となるのは初である。また、同年7月1日から音楽配信、同年7月4日にCD再発売されることが発表された。

## ツアー
本作発売後の1999ひとり咲き1日には、故郷の福岡にて、初のドーム公演とカウントダウンライブ『千年夜一夜ライブ 〜福岡ドーム 僕らがホーム〜』を開催した。

## チャート成績
オリコン集計による累計売上枚数は46.8万枚を記録している。
2017年5月には再配信をしており、現在CHAGE&ASKAの音楽の権利を持つヤマハミュージックコミュニケーションズが運営している「mysound」の売上ランキングで2017年7月度の月間1位を獲得した。

## 収録曲
| #         | タイトル                           | 作詞            | 作曲      | 編曲                        | 時間  |
| --------- | ---------------------------------- | --------------- | --------- | --------------------------- | ----- |
| 1.        | 「ひとり咲き」                     | 飛鳥涼          | 飛鳥涼    | 瀬尾一三                    | 5:29  |
| 2.        | 「万里の河」                       | 飛鳥涼          | 飛鳥涼    | 瀬尾一三                    | 3:58  |
| 3.        | 「終章（エピローグ）〜追想の主題」 | CHAGE、田北憲次 | CHAGE     | 瀬尾一三                    | 5:35  |
| 4.        | 「男と女」                         | 飛鳥涼          | 飛鳥涼    | 瀬尾一三                    | 4:24  |
| 5.        | 「安息の日々」                     | 飛鳥涼          | 飛鳥涼    | 瀬尾一三                    | 6:20  |
| 6.        | 「MOON LIGHT BLUES」               | 飛鳥涼          | 飛鳥涼    | 瀬尾一三                    | 4:48  |
| 7.        | 「オンリー・ロンリー」             | 飛鳥涼          | 飛鳥涼    | 平野孝幸                    | 3:59  |
| 8.        | 「モーニングムーン」               | 飛鳥涼          | 飛鳥涼    | 佐藤準                      | 4:39  |
| 9.        | 「黄昏を待たずに」                 | 飛鳥涼          | 飛鳥涼    | 飛鳥涼、瀬尾一三、THE ALPHA | 4:10  |
| 10.       | 「恋人はワイン色」                 | 飛鳥涼          | 飛鳥涼    | 西平彰                      | 4:50  |
| 11.       | 「WALK」                           | 飛鳥涼          | 飛鳥涼    | 飛鳥涼、BLACK EYES          | 5:59  |
| 12.       | 「LOVE SONG」                      | 飛鳥涼          | 飛鳥涼    | 飛鳥涼、十川知司            | 5:36  |
| 13.       | 「天気予報の恋人」                 | 飛鳥涼          | 飛鳥涼    | 澤近泰輔                    | 5:04  |
| 14.       | 「PRIDE」                          | 飛鳥涼          | 飛鳥涼    | 澤近泰輔                    | 5:37  |
| 15.       | 「心のボール」                     | 飛鳥涼          | 飛鳥涼    | 近藤敬三                    | 5:09  |
| 合計時間: | 合計時間:                          | 合計時間:       | 合計時間: | 合計時間:                   | 75:37 |

| #         | タイトル                                          | 作詞      | 作曲      | 編曲                | 時間  |
| --------- | ------------------------------------------------- | --------- | --------- | ------------------- | ----- |
| 1.        | 「DO YA DO」                                      | 飛鳥涼    | 飛鳥涼    | 飛鳥涼、Jess Bailey | 5:11  |
| 2.        | 「太陽と埃の中で」                                | 飛鳥涼    | 飛鳥涼    | 飛鳥涼、Jess Bailey | 5:41  |
| 3.        | 「SAY YES」                                       | 飛鳥涼    | 飛鳥涼    | 十川知司            | 4:43  |
| 4.        | 「僕はこの瞳で嘘をつく」                          | 飛鳥涼    | 飛鳥涼    | 十川知司            | 5:22  |
| 5.        | 「no no darlin'」                                 | 飛鳥涼    | 飛鳥涼    | 飛鳥涼、Jess Bailey | 5:07  |
| 6.        | 「YAH YAH YAH」                                   | 飛鳥涼    | 飛鳥涼    | 飛鳥涼、十川知司    | 4:52  |
| 7.        | 「Sons and Daughters 〜それより僕が伝えたいのは」 | 飛鳥涼    | 飛鳥涼    | 井上鑑              | 5:10  |
| 8.        | 「You are free」                                  | 飛鳥涼    | 飛鳥涼    | 澤近泰輔            | 6:16  |
| 9.        | 「HEART」                                         | 飛鳥涼    | 飛鳥涼    | 十川知司            | 6:10  |
| 10.       | 「On Your Mark」                                  | 飛鳥涼    | 飛鳥涼    | 澤近泰輔            | 6:39  |
| 11.       | 「めぐり逢い」                                    | 飛鳥涼    | 飛鳥涼    | 澤近泰輔            | 5:53  |
| 12.       | 「river」                                         | 飛鳥涼    | 飛鳥涼    | 重実徹              | 5:14  |
| 13.       | 「NとLの野球帽」                                  | CHAGE     | CHAGE     | 重実徹              | 6:06  |
| 14.       | 「no doubt」                                      | 飛鳥涼    | 飛鳥涼    | 松本晃彦            | 4:41  |
| 合計時間: | 合計時間:                                         | 合計時間: | 合計時間: | 合計時間:           | 77:05 |

## 楽曲解説

### DISC 1
1. ひとり咲き
1979年発売のデビューシングル。
シングル・ヴァージョンは国内盤ではアルバム初収録。
2. 万里の河
1980年発売の3枚目シングル。
シングル・ヴァージョンはアルバム初収録。
3. 終章（エピローグ）〜追想の主題
1980年発売の1枚目アルバム『風舞』収録曲。
4. 男と女
1981年発売の5枚目シングル。
5. 安息の日々
1982年発売の3枚目アルバム『黄昏の騎士』収録曲。
6. MOON LIGHT BLUES
1984年発売の10枚目シングル。
7. オンリー・ロンリー
1985年発売の13枚目シングル。
8. モーニングムーン
1986年発売の14枚目シングル。
本作に収録されているのは、同年発売のアルバム『TURNING POINT』に収録されているヴァージョン。
9. 黄昏を待たずに
1986年発売の15枚目シングル。
10. 恋人はワイン色
1988年発売の20枚目シングル。
11. WALK
1989年発売の23枚目シングル。
本作に収録されているのは、1992年発売のベストアルバム『SUPER BEST II』収録されているヴァージョン。1992年の再発シングルにもこのヴァージョンが収録されている。
12. LOVE SONG
1989年発売の24枚目シングル。1989年発売のシングル・ヴァージョン。
13. 天気予報の恋人
1989年発売の12枚目アルバム『PRIDE』収録曲。
14. PRIDE
アルバム『PRIDE』収録曲。
15. 心のボール
1990年発売の1枚目のバラッドアルバム『THE STORY of BALLAD』収録曲。徳永英明提供曲のセルフカヴァー。

### DISC 2
1. DO YA DO
1990年発売の25枚目シングル。
2. 太陽と埃の中で
1991年発売の26枚目シングル。
3. SAY YES
1991年発売の27枚目シングル。
シングル・ヴァージョンは国内盤ではアルバム初収録。
4. 僕はこの瞳で嘘をつく
1991年発売の28枚目シングル。
5. no no darlin'
1992年発売の30枚目シングル。
シングル・ヴァージョンは国内盤ではアルバム初収録。
6. YAH YAH YAH
1993年発売の31枚目シングル「YAH YAH YAH/夢の番人」収録曲。
シングル・ヴァージョンは国内盤ではアルバム初収録。
7. Sons and Daughters 〜それより僕が伝えたいのは
1993年発売の32枚目シングル。
本作に収録されているのは、同年発売のアルバム『RED HILL』に収録されているヴァージョン。
8. You are free
1993年発売の33枚目シングル。
9. HEART
1994年発売の35枚目シングル「HEART/NATURAL/On Your Mark」収録曲。
10. On Your Mark
シングル「HEART/NATURAL/On Your Mark」収録曲。
11. めぐり逢い
1994年発売の36枚目シングル。
12. river
1996年発売の38枚目シングル。
13. NとLの野球帽
シングル「river」のカップリング曲。
14. no doubt
1999年発売の19枚目アルバム『NO DOUBT』収録曲。